# Laurent Pasquier (acteur)
Ne doit pas être confondu avec Laurent Pasquier, le personnage de fiction
Laurent Pasquier est un acteur français spécialisé dans le doublage, le théâtre de rue et d'improvisation.
Il est notamment la voix française régulière du personnage Mickey Mouse depuis 1999,, après Roger Carel, Marc François, Vincent Violette, Jean-Paul Audrain et Jean-François Kopf.
Il est l'un des fondateurs de l'association de doublage Les Voix.

## Doublage

### Cinéma

#### Films
- 2022 : Hellboy : Diego (Lil Nas X)
- 2022 : Fullmetal Alchemist : La vengeance de Scar : Fu (Toshio Kakei)
- 2022 : Fullmetal Alchemist : La dernière alchimie : Miles (Yūta Hiraoka)
- 2022 : Joyland : le producteur [Qui ?]
- 2023 : Ton Noël ou le mien 2 (en) : ? (?)
- 2023 : Puppy Love (en) : Dr Hert (Michael Hitchcock)
- 2023 : Perfect Days : Kat-chan (Atsushi Fukazawa)

#### Films d'animation
- 1940 : Fantasia : Mickey (4e doublage, 2010)
- 1983 : Le Noël de Mickey : Bob Cratchit / Mickey (3e doublage, 2001)
- 1999 : Mickey, il était une fois Noël : Mickey
- 1999 : Fantasia 2000 : Mickey
- 2001 : Mickey, la magie de Noël : Mickey
- 2002 : Mickey, le club des méchants : Mickey
- 2004 : Mickey, Donald, Dingo : Les Trois Mousquetaires : Mickey
- 2005 : Mickey, il était deux fois Noël : Mickey
- 2009 : Georges le petit curieux 2 : Suivez ce singe : Danno Wolfe
- 2010 : Fate/Stay Night : Unlimited Blade Works : Shiro Emiya
- 2014 : Lupin III : Le Tombeau de Daisuke Jigen : Daisuke Jigen / Inspecteur Zenigata
- 2017 : Lupin III : La Brume de Sang de Goemon Ishikawa : Daisuke Jigen / Inspecteur Zenigata
- 2022 : Interdit aux chiens et aux Italiens : Vincent
- 2023 : Black Clover : l'épée de l'empereur-mage : Jester
- 2023 : Il était une fois un studio : Mickey Mouse (court métrage)

### Télévision

#### Séries télévisées
- 2001 : Les Associées : Jason Quinlin (Denny Kirkwood)
- 2008 : Lost : Les Disparus : l'homme à la chemise bleue, ex-patron de Locke (Billy Ray Gallion)
- 2015-2016 : Power Rangers : Dino Charge : le Gardien (Richard Simpson)
- 2016-2017 / 2025 : Black Mirror : Arquette (Michael Kelly) (saison 3, épisode 5) et Robert Daly (Jesse Plemons) (saison 4, épisode 1 puis saison 5, épisode 6)
- 2024 : Who Killed Him ? (es) : Paco (Roberto Duarte)

#### Séries d'animation
- 1999-2001 : Mickey Mania : Mickey Mouse
- 2001[n 1] : Grappler Baki : Shinogi Kureha / M. Tokugawa
- 2001 : Grappler Baki: Maximum Tournament : les frères Shinogi et Kosho Kureha / M. Tokugawa
- 2001 : Super Gals : Yuya Asô / Yamato Kotobukuki / père de Ran / Sayo
- 2001-2004 : Tous en boîte : Mickey Mouse
- 2003 : Marsupilami : Mac Fly, le chercheur d'or
- 2005[n 2] : Full Metal Panic ! : Richard Markudas
- 2005 : Mushishi : voix additionnelles
- 2006[n 3] : Fate/stay night : Shirô Emiya
- 2006 : C'était nous : Motoharu Yano
- 2007 : Baccano! : Maiza Avaro, Graham Spencer
- 2007 : Ichigo 100% : Hiroshi Sotomura et Rikiya Komiyama
- 2007-2016 : La Maison de Mickey : Mickey Mouse
- 2007 : Mandarine and Cow : Dominique (création de voix)
- 2007 : Romeo × Juliet : William de Farnase / voix-off teasers
- 2008 : Black Lagoon : Benny
- 2008 : Fate/stay night : Shiro Emiya
- 2008 : Special A : Ryu Tsuji
- 2008 : Casshern Sins : Bolton / Docteur
- 2009-2010 : Gaston : Joseph Boulier, Jeff, Bertrand Labevue, le chat, la mouette, les souris et de nombreux personnages secondaires (création de voix)
- 2009 : Trinity Blood : Alessandro XVIII
- 2010 : Angel Beats! : Naoi Ayato et Matsushita
- 2010 : Black Lagoon: The Second Barrage : Benny
- 2010 : Sherlock Yack : voix additionnelles
- 2010 : The Tatami Galaxy : voix additionnelles
- 2011 : Steins;Gate : Itaru « Daru » Hashida
- 2011 : C-Control : Masakaki / Itaneda
- 2011 : Fractale : voix additionnelles
- 2012 : Accel World : Seiji Nomi
- 2012 : Blood+ : Kaï Miyagusuki
- 2012 : Michel : divers personnages
- 2012 : Zetman : Seizô Amagi
- 2012 : Another : Tatsuji Chibiki
- 2012 : Kids on the Slope : le père de Kaoru et voix additionnelles
- 2012[3] : Initial D : Fifth Stage : Okuyama, Oomiya, Sakai et le père de Mika
- 2012 : Lupin III : Une femme nommée Fujiko Mine : Daisuke Jigen et l'inspecteur Zenigata
- 2012 : Btooom! : Takanoashi
- 2013 : Katanagatari : Shichika Yasuri
- 2013-2019 : Mickey Mouse : Mickey Mouse
- 2013-2021[n 4] : Kingdom : Mougou
- 2014 : Sword Art Online : Heathcliff (saison 1)
- 2014[3] : Initial D : Final Stage (OAV) : Sakai / Satoshi Omiya
- 2014 : Broken Blade : Dan / Général True / Badès
- 2015 : Smile PreCure! : Pop
- 2015 : Haikyū!! : Ryunosuke Tanaka (1er doublage)
- 2017-2021 : Mickey et ses amis : Top Départ ! : Mickey Mouse
- 2018 : A.I.C.O Incarnation : Kyosuke Isazu
- 2018 : Medaka Box : Ōdo Miyakonojō
- 2020-2023 : Le Monde Merveilleux de Mickey : Mickey Mouse
- 2022 : Mickey et moi : Mickey Mouse
- 2023 : Team Nuggets : Pti, Papoule, le chauffeur de bus, Ptiramo, les écureuils et les oiseaux
- 2024 : Secret Level : Scaevola
- 2025 : Transformers: Cyberworld (en) : Optimus Prime
- depuis 2025 : La Maison de Mickey+ (en) : Mickey Mouse

### Jeux vidéo
- 2000 : Airline Tycoon : voix additionnelles
- 2001 : Panique à Mickeyville : Mickey
- 2002 : Kingdom Hearts : Mickey
- 2003 : Disney : Le Mystère des clés perdues : Mickey
- 2006 : Kingdom Hearts 2 : Mickey
- 2010 : Epic Mickey : Mickey
- 2011 : Kinect: Disneyland Adventures : Mickey
- 2012 : Epic Mickey : Le Retour des héros : Mickey
- 2012 : Madagascar 3 : Bons baisers d'Europe : voix additionnelles
- 2013 : Disney Infinity : Mickey
- 2016 : Agatha Christie: The ABC Murders : Hercule Poirot
- 2022 : Disney Dreamlight Valley : Mickey
- 2023 : Agatha Christie - Hercule Poirot : The London Case : Horace Mountjoy et Mortimer Ailsworth
- 2024 : Banishers: Ghosts of New Eden :  Nicholas Doolan, Perry Cottell, Arther Carty et Joshua Gouge

### Direction artistique
- 2022 : Mack and Rita